# An Bang
Đảo An Bang (tiếng Anh: Amboyna Cay; tiếng Filipino: Calantiyaw; tiếng Mã Lai: Pulau Amboyna Kecil; tiếng Trung: 安波沙洲; bính âm: Ānbō shāzhōu, Hán-Việt: An Ba sa châu) là một cồn cát thuộc cụm An Bang (tên cũ là cụm Thám Hiểm) của quần đảo Trường Sa. Đảo nằm cách đảo Trường Sa Lớn 75 hải lý về phía Đông Nam, cách bãi Thuyền Chài khoảng 20 hải lý về phía Tây Nam. Tọa độ địa lí ghi trên bia chủ quyền đảo An Bang là 7°52′0″B 112°54′30″Đ / 7,86667°B 112,90833°Đ.
Đảo là đối tượng tranh chấp giữa Việt Nam, Đài Loan, Malaysia, Philippines và Trung Quốc. Việt Nam kiểm soát đảo này từ ngày 10 tháng 3 năm 1978. Hiện nay Việt Nam quản lý đảo An Bang như là một phần thị trấn Trường Sa, huyện Trường Sa, tỉnh Khánh Hòa, đồng thời duy trì một ngọn hải đăng tại đây.

## Đặc điểm

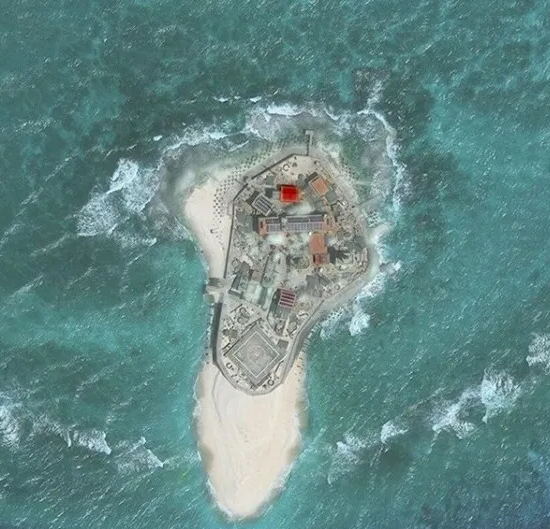
Ảnh vệ tinh chụp đảo An Bang

Đảo An Bang nằm trên thềm san hô có diện tích khoảng 0.37km² trong một bãi đá san hô rộng tổng cộng 1,15 km². Tổng diện tích đất nổi của đảo khoảng 1,4 ha (có nguồn ghi là 1,58 ha.), trong đó diện tích được quây kè chắn sóng là khoảng 1 ha, phần còn lại phía ngoài là bãi cát thay đổi vị trí theo mùa.
Đảo An Bang có hình dạng như một cái túi: đáy nằm phía đông và miệng thắt lại ở phía tây; phần phía tây đảo này bị bao phủ bởi một lớp phân chim. Phần nổi của đảo dài 160 m, rộng tối đa 130 m. Khi thủy triều xuống thấp, độ cao của đảo khoảng 3m, mép bờ đảo xa thêm khoảng 50m. Bờ đảo được bao bọc bởi các tảng đá san hô lớn. Bờ Tây là một dải cát hẹp; còn bờ Nam của đảo là bãi cát thường thay đổi theo mùa: từ tháng 4 đến tháng 7 hàng năm, được bồi thêm cát thành một bãi cát dài; nhưng từ tháng 8 trở đi, bãi cát này dần biến mất và dịch sang bờ phía Đông của đảo. 
Cấu trúc san hô của đảo dựng đứng và đảo thường xuyên có sóng lớn. Do vậy, việc ra vào đảo gặp rất nhiều khó khăn, dù sức gió chỉ mới ở cấp 3 hoặc 4; có những tàu phải quay về hoặc chờ khi sóng lặng mới lên được đảo. Đây là nơi mà tàu thuyền khó cập bến nhất trong số các thực thể địa lý thuộc quần đảo Trường Sa đang do Việt Nam kiểm soát. Không chỉ người ngoài, lực lượng đồn trú trên đảo cũng bị ảnh hưởng vì đặc điểm sóng ở khu vực đảo An Bang. Có trường hợp tàu từ đất liền Việt Nam đến đảo vào mùa sóng lặng nhưng xuồng chở khách vẫn không vào bờ được nên binh sĩ phải nghe văn công hát qua hệ thống bộ đàm.
Là đảo nhỏ trong quần đảo Trường Sa, đảo An Bang mang đặc điểm, tính chất khí hậu, thủy văn của quần đảo Trường Sa. Đảo chịu ảnh hưởng bởi khí hậu, thời tiết 2 mùa, mùa mưa từ tháng 5 đến tháng 10, gió Tây Nam, nhiệt độ trung bình từ 32-34oC; mùa khô từ tháng 11 đến tháng 4 năm sau, nhiệt độ trung bình 29-32oC, gió Đông Bắc mạnh, sóng lớn đưa lượng nước muối mặn lên đảo nhiều, độ ẩm cao.

## Môi trường
Đảo An Bang không có nguồn nước ngọt tự nhiên. Thổ nhưỡng là cát san hô, bề mặt có phủ một lớp mùn mỏng, nghèo chất dinh dưỡng giây khó khăn cho cây cối trên đảo phát triển. Đất được chở từ đất liền ra rồi phân theo đầu người. Binh lính lót lá bàng vuông dưới đáy chậu, phủ đất lên rồi mới tiến hành trồng rau. Họ liên tục di chuyển các chậu rau này để tránh gió biển mang theo hơi nước mặn. Từ tháng 10 đến tháng 4, lính đảo phải di chuyển rau về hướng Nam, thời gian còn lại phải di chuyển về hướng Bắc.

## Hoạt động của con người
Việt Nam quản lý đảo An Bang như là một phần của thị trấn Trường Sa, huyện Trường Sa, tỉnh Khánh Hòa (thị trấn Trường Sa thuộc huyện Trường Sa được thành lập năm 2007 trên cơ sở đảo Trường Sa và các đảo, đá, bãi phụ cận).
Hải đăng An Bang được xây dựng vào 1995, có dạng hình trụ bát giác, có đế là tòa nhà hai tầng sơn màu vàng. Chiều cao tháp đèn là 24,9m, tầm hiệu lực ban ngày là 14 hải lý còn ban đêm là 15 hải lý.
Trên đảo còn có hệ thống điện gió và điện mặt trời, một bệnh xá quân y.
Một sân đỗ trực thăng được xây dựng vào năm 2016.
Từ tháng 3 năm 2025, Việt Nam bắt đầu các hoạt động bồi đắp ở đảo An Bang.

## Lịch sử
Trong thế kỷ XX, hoạt động quản lý đảo An Bang được chính thức hóa qua sự kiện Thống đốc Nam Kỳ ký Nghị định số 4702-CP sáp nhập Caye d'Amboine (tên Pháp của đảo An Bang) vào địa phận tỉnh Bà Rịa.
Trước năm 1975, lực lượng Hải Quân Việt Nam Cộng Hòa không đồn trú trên đảo này do thời tiết quá khắc nghiệt, nhưng có đặt một bia chủ quyền trên đảo vào ngày 20 tháng 5 năm 1963.
Đầu năm 1978, tình hình quần đảo Trường Sa diễn biến phức tạp với nhiều hoạt động trinh sát bằng máy bay, tàu thuyền của Philippines, Malaysia, Hồng Kông, Trung Quốc... tại nhiều đảo. Trong đó quân đội Malaysia có khảo sát tại khu vực nam Trường Sa, trong đó có An Bang, dựng một bia kỉ niệm trên đảo (về sau bia này bị Hải quân Việt Nam dỡ đi).
Đầu tháng 3 năm 1978, trung tá Cao Ánh Đăng chỉ huy Trung đoàn 146, Trung đoàn 83 Công binh Hải quân và phân đội đặc công nước của Lữ đoàn 126, theo tàu HQ-601 ra tập kết tại đảo Trường Sa chuẩn bị kế hoạch đổ bộ lên đảo An Bang. 20 giờ ngày 10 tháng 3 năm 1978, lực lượng Hải quân Việt Nam đổ bộ thành công và đóng giữ đảo An Bang. Trong tháng 3 và tháng 11 năm 1978, Hải quân Malaysia cho các tàu chiến ép sát và đe dọa lực lượng trên đảo nhưng không thành công và sau đó rút đi.
Một số người xưng là khai thác viên vô tuyến điện nghiệp dư nói rằng họ đã gặp nguy hiểm khi cố gắng đến gần đảo An Bang vào cuối thập niên 1970, đầu thập niên 1980. Sự kiện thứ nhất diễn ra vào ngày 31 tháng 3 năm 1979, khi đó một nhóm gồm sáu người đã tháo chạy khi lực lượng trên đảo (không xác định được là ai) dùng súng bắn xua đuổi. Trước đó, người trên đảo đã ra tín hiệu bằng cờ semaphore khi thấy những người nêu trên. Sự kiện thứ hai diễn ra vào nửa đầu tháng 4 năm 1983, khi một nhóm sáu người đang đi tàu (treo cờ Đức) tới cách đảo khoảng 2 km thì bị lực lượng trên đảo nổ súng. Tàu cháy, một người mất tích và một người nữa chết khát khi cùng số còn lại lênh đênh trên xuồng những ngày tiếp theo. Cuối cùng, một tàu Nhật Bản đã phát hiện và cứu sống được bốn người.

## Hình ảnh

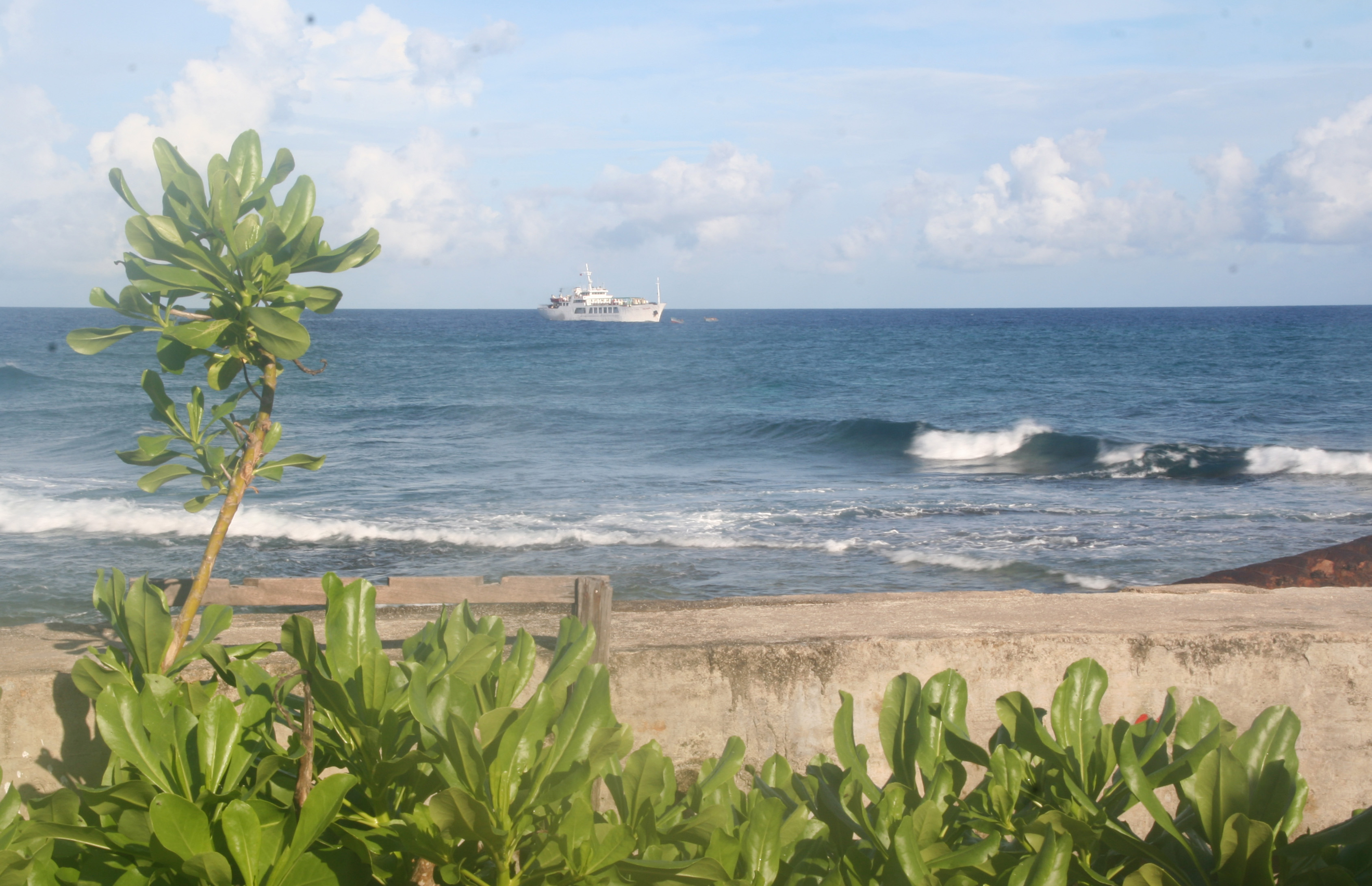
Từ đảo An Bang nhìn ra Biển Đông
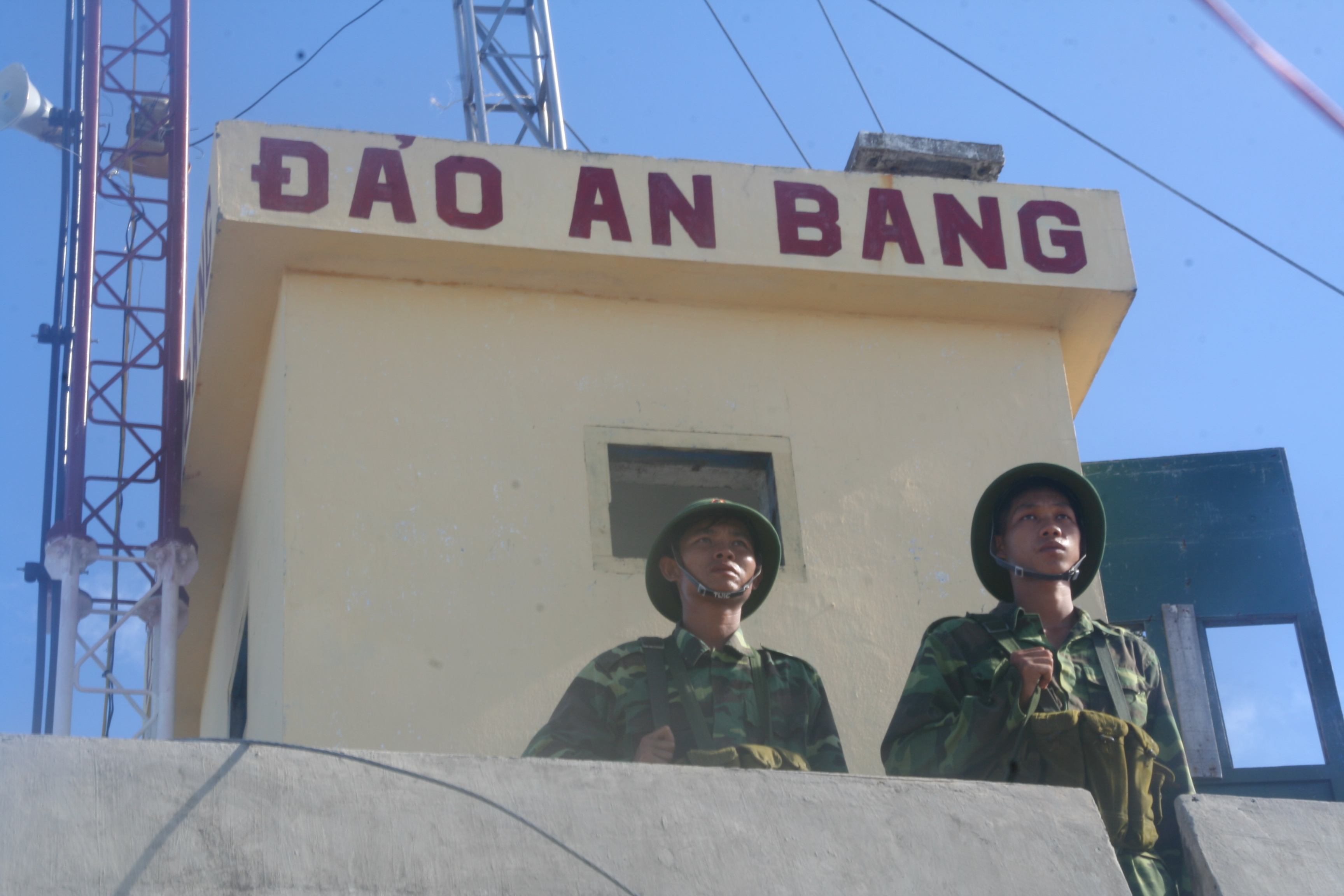
Binh sĩ đồn trú trên đảo An Bang
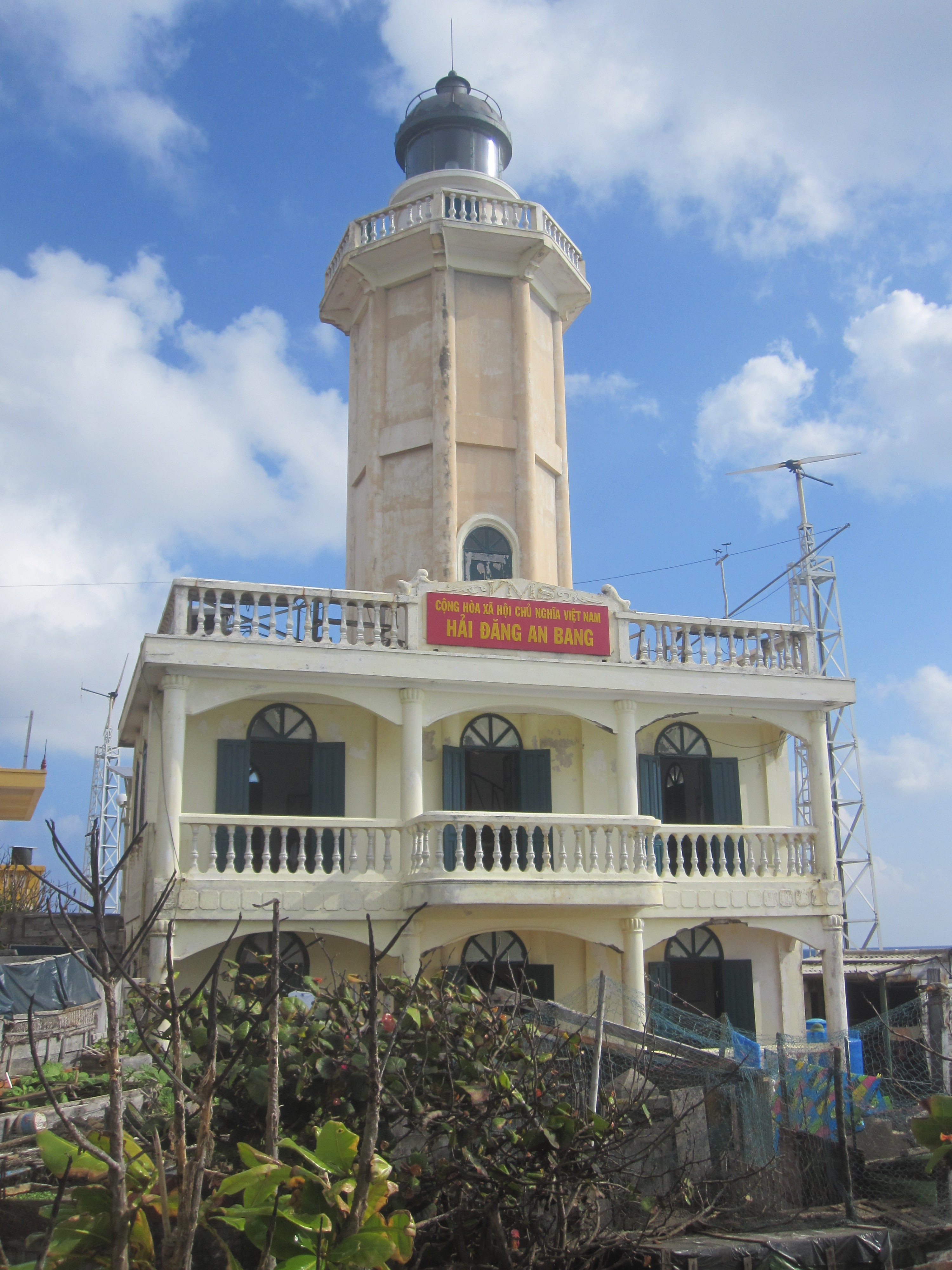
Hải đăng An Bang